# Kearny Arlington
Kearny Arlington is een voormalige Amerikaanse voetbalclub uit Kearny, New Jersey. De club werd opgericht in 1897 en opgeheven in 1899. De club speelde twee seizoenen in de National Association Football League. Hierin werd in het laatste jaar de tweede plek behaald.

## Gewonnen prijzen
- National Association Football League
  - Runner up (1): 1899